# Stadtgemeinde Novo mesto

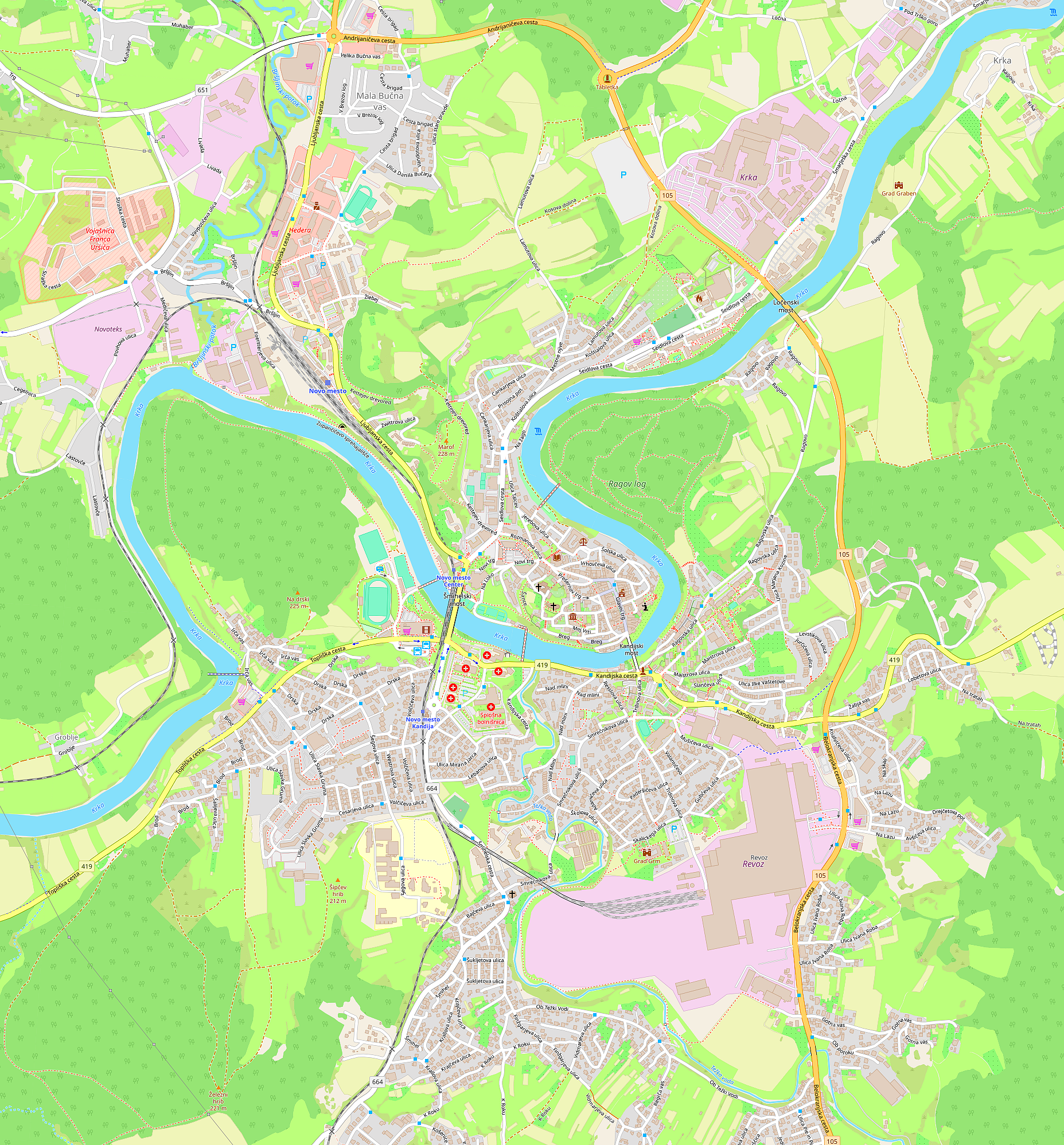
Stadt Novo mesto

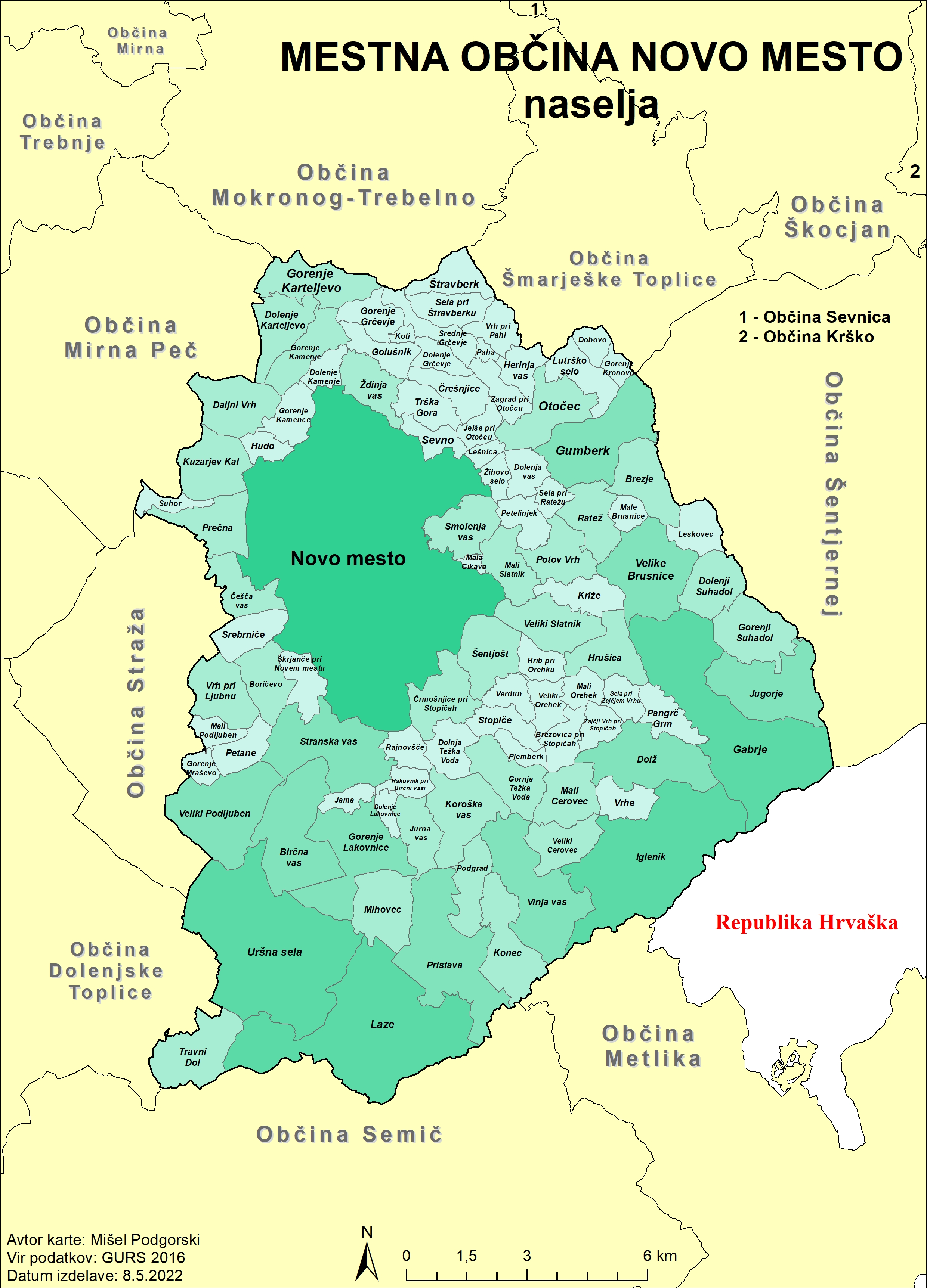
Ortschaften der Stadtgemeinde Novo mesto

Die Stadtgemeinde Novo mesto (slowenisch: Mestna občina Novo mesto) ist eine der zwölf Stadtgemeinden Sloweniens. Sie trägt den Namen ihres Hauptortes, der Stadt Novo mesto.
Die Stadt liegt im Südosten des Landes, unweit der kroatischen Grenze, 60 Kilometer südöstlich der Hauptstadt Ljubljana (Laibach) und hat eine Fläche von 235,7 km².
Die Stadtgemeinde Novo mesto hatte am 1. Januar 2021 37.398 Einwohner. Davon lebten 23.878 Personen in der Stadt Novo mesto.

## Ortsgemeinschaften der Stadtgemeinde
Sie Stadtgemeinde setzt sich zusammen aus den nachfolgend gelisteten 23 Ortsgemeinschaften (slowenisch: Krajevna skupnost KS)
1. Birčna vas
2. Bršljin
3. Brusnice
4. Bučna vas
5. Center
6. Dolž
7. Drska
8. Gabrje
9. Gotna vas
10. Kandija-Grm
11. Karteljevo
12. Ločna-Mačkovec
13. Majde Šilc
14. Mali Slatnik
15. Mestne njive
16. Otočec
17. Podgrad
18. Prečna
19. Regrča vas
20. Stopiče
21. Šmihel
22. Uršna sela
23. Žabja vas

## Ortschaften und Siedlungen der Stadtgemeinde
Zu diesen Gemeinden gehören folgende historische Ortschaften und Siedlungen (mit KS = Krajevna Skupnost sind die zugehörigen Ortsgemeinschaften angegeben):
1. Birčna vas, (dt. Würschendorf in der Unterkrain, auch Wirtschendorf), KS Birčna vas
2. Boričevo, (dt. Worritschendorf, auch Woritschau), KS Šmihel
3. Brezje, (dt. Bresiach), KS Brusnice
4. Brezovica pri Stopičah, (dt. Bresowitz bei Stopitsch), KS Stopiče
5. Češča vas, (dt. Tschetschendorf), KS Prečna
6. Črešnjice, (dt. Kerschdorf bei Neustädtel), KS Otočec
7. Črmošnjice pri Stopičah, (dt. Tschermoschnitz bei Stopitsch), KS Stopiče
8. Daljni Vrh, (dt. Dalniwerch), KS Bučna vas
9. Dobovo, (dt. Toppau), KS Otočec
10. Dolenja vas, (dt. Niederdorf bei Neustädtel), KS Otočec
11. Dolenje Grčevje, (dt. Untergertzendorf, auch Untergörtschberg), KS Otočec
12. Dolenje Kamenje, (dt. Untersteinberg in der Unterkrain, auch Untersteindorf), KS Bučna vas
13. Dolenje Karteljevo, (dt. Unterhopfenbach, auch Unterkarteleu), KS Karteljevo
14. Dolenje Lakovnice, (dt. Unterlakonitz), KS Birčna vas
15. Dolenji Suhadol, (dt. Untersuchadoll, auch Untersuchendorl), KS Brusnice
16. Dolnja Težka Voda, (dt. Unterschwerenbach), KS Stopiče
17. Dolž, (dt. Daus, auch Dolsch), KS Dolž
18. Gabrje, (dt. Rabenau in Unterkrain), KS Gabrje
19. Golušnik, (dt. Karlstein, auch Goluschnigg), KS Otočec
20. Gorenje Grčevje, (dt. Obergörtschberg), KS Otočec
21. Gorenje Kamence, (dt. Obersteindorf), KS Bučna vas
22. Gorenje Kamenje, (dt. Obersteinberg in der Unterkrain), KS Bučna vas
23. Gorenje Karteljevo, (dt. Oberhopfenbach, auch Oberkarteleu), KS Karteljevo
24. Gorenje Kronovo, (dt. Oberkronau), KS Otočec
25. Gorenje Lakovnice, (dt. Oberlakonitz), KS Birčna vas
26. Gorenje Mraševo, (dt. Obermraschen), KS Birčna vas
27. Gorenji Suhadol, (dt. Obersuchadoll), KS Brusnice
28. Gornja Težka Voda, (dt. Oberschwerenbach), KS Stopiče
29. Gumberk, (dt. Gumberg in der Unterkrain), KS Brusnice
30. Herinja vas, (dt. Hereindorf, auch Horindorf), KS Otočec
31. Hrib pri Orehku, (dt. Hrib), KS Stopiče
32. Hrušica, (dt. Birnbaum), KS Stopiče
33. Hudo, (dt. Katzenberg), KS Bučna vas
34. Iglenik, (dt. Iglenigg bei Neustädtel), KS Dolž
35. Jama, (dt. Gruben), KS Birčna vas
36. Jelše pri Otočcu, (dt. Ellschach, auch Jeusche bei Werth), KS Otočec
37. Jugorje, (dt. Jugorje bei Neustädtel), KS Gabrje
38. Jurna vas, (dt. Jurendorf, auch Gurendorf), KS Podgrad
39. Konec, (dt. Konz), KS Podgrad
40. Koroška vas, (dt. Karndorf in der Unterkrain), KS Podgrad
41. Koti, (dt. Winklern), KS Otočec
42. Križe, (dt. Kreuzdorf), KS Brusnice, KS Mali Slatnik
43. Kuzarjev Kal, (dt. Kosikall), KS Prečna
44. Laze, (dt. Sankt Agatha, auch Unterlase in der Unterkrain), KS  Uršna sela
45. Leskovec, (dt. Leskouz bei Neustädtel), KS Brusnice
46. Lešnica, (dt. Löschnitz, auch Leschnitz), KS Otočec
47. Lutrško Selo, (dt. Luttergeschieß), KS Otočec
48. Mala Cikava, (dt. Kleinzichau), KS Mali Slatnik
49. Male Brusnice, (dt. Kleinbrußnitz), KS Brusnice
50. Mali Cerovec, (dt. Kleinzerouz), KS Podgrad
51. Mali Orehek, (dt. Kleinnußdorf in der Unterkrain), KS Stopiče
52. Mali Podljuben, (dt. Kleinpodluben), KS Birčna vas
53. Mali Slatnik, (dt. Kleinslatenegg), KS Mali Slatnik
54. Mihovec, (dt. Machowetz), KS Podgrad
55. Novo mesto, (dt. Neustädtel in der Unterkrain, auch Rudolfswerth), KS Center
56. Otočec, (dt. Werth bei Neustädtel, auch Sankt Peter bei Neustädtel), KS Otočec
57. Paha, (dt. Puch), KS Otočec
58. Pangrč Grm, (dt. Geresdorf), KS Stopiče
59. Petane, (dt. Pettane), KS Birčna vas
60. Petelinjek, (dt. Patendorf in der Unterkrain), KS Mali Slatnik
61. Plemberk, (dt. Plemberg), KS Stopiče
62. Podgrad, (dt. Fiesberg bei Neustädtel), KS Podgrad
63. Potov Vrh, (dt. Potendorf), KS Mali Slatnik
64. Prečna, (dt. Preisch in der Unterkrain, auch Precken), KS Prečna
65. Pristava, (dt. Mairhof, auch Pristawa bei Neustädtel), KS Podgrad
66. Rajnovšče, (dt. Reinersberg), KS Birčna vas
67. Rakovnik pri Birčni Vasi, (dt. Kroissenbach), KS Birčna vas
68. Ratež, (dt. Rüdigersdorf, auch Ratesch), KS Brusnice
69. Sela pri Ratežu, (dt. Dörflein, auch Sella bei Ratesch), KS Brusnice
70. Sela pri Zajčjem Vrhu, (dt. Klampferbach, auch Sela bei Hasenberg), KS Dolž
71. Sela pri Štravberku, (dt. Dörflein, Sella bei Strahberg), KS Otočec
72. Sevno, (dt. Weinhof, auch Seuno), KS Otočec
73. Smolenja vas, (dt. Pechdorf), KS Mali Slatnik
74. Srebrniče, (dt. Silberdorf, auch Silberau), KS Drska
75. Srednje Grčevje, (dt. Mittergörtschberg), KS Otočec
76. Stopiče, (dt. Stopitsch, auch Stöpitsch), KS Stopiče
77. Stranska vas, (dt. Seitendorf bei Neustädtel), KS Birčna vas
78. Suhor, (dt. Pudmannsdorf, auch Budmannsdorf), KS Prečna
79. Šentjošt, (dt. Sankt Jobst), KS Stopiče
80. Škrjanče pri Novem mestu, (dt. Lerchendorf in der Unterkrain), KS Šmihel
81. Štravberk, (dt. Strauberg), KS Otočec
82. Travni Dol, (dt. Angertal), KS  Uršna sela
83. Trška Gora, (dt. Stadtberg bei Neustädtel), KS Otočec
84. Uršna sela, (dt. Sommeregg in der Unterkrain, Sommereck), KS  Uršna sela
85. Velike Brusnice, (dt. Groß-Wrussnitz), KS Brusnice
86. Veliki Cerovec, (dt. Großzerouz), KS Podgrad
87. Veliki Orehek, (dt. Großnußdorf in der Unterkrain), KS Stopiče
88. Veliki Podljuben, (dt. Großpodluben), KS Birčna vas
89. Veliki Slatnik, (dt. Großslatenegg), KS Mali Slatnik
90. Verdun, (dt. Werdun bei Sommeregg ), KS Stopiče
91. Vinja vas, (dt. Weindorf in der Unterkrain), KS Podgrad
92. Vrh pri Ljubnu, (dt. Berg, auch Werch bei Luben), KS Birčna vas
93. Vrh pri Pahi, (dt. Berg bei Puch), KS Otočec
94. Vrhe, (dt. Werche in der Oberkrain), KS Dolž
95. Zagrad pri Otočcu, (dt. Bersegg), KS Otočec
96. Zajčji Vrh pri Stopičah, (dt. Hasenberg in der Unterkrain), KS Dolž
97. Ždinja vas, (dt. Seidendorf in der Unterkrain), KS Otočec
98. Žihovo Selo, (dt. Sichendorf), KS Otočec

## Nachbargemeinden
| Mirna Peč         | Mokronog-Trebelno                           | Šmarješke Toplice    |
| Straža            | Kompassrose, die auf Nachbargemeinden zeigt | Šentjernej           |
| Dolenjske Toplice | Semič                                       | Metlika und Kroatien |

## Städtepartnerschaften
Novo mesto hat Partnerschaften mit folgenden Städten und Gemeinden abgeschlossen:
- Langenhagen, Deutschland, seit 1988
- Vilafranca del Penedès, Spanien, seit 1994
- Bihać, Bosnien und Herzegowina, seit 1997
- Yixing, China, seit 1994
- Leskovac, Serbien, seit 1971
- Herceg Novi, Montenegro, seit 1971
- Toruń, Polen, seit 2009
- Trnava, Slowakei, seit 2011

Ferner gibt es Entwicklungspartnerschaften mit den Städten
- Banja Luka (Bosnien und Herzegowina)
- Prijedor (Bosnien und Herzegowina)
- Zadar (Kroatien)
- Bühl (Deutschland)
- Toljatti (Russland)